# Yanagisawa Jun
Jun Yanagisawa (sinh ngày 27 tháng 6 năm 1987) là một cầu thủ bóng đá người Nhật Bản.

## Sự nghiệp câu lạc bộ
Jun Yanagisawa đã từng chơi cho Kashiwa Reysol và Sagan Tosu.